# Nyirsid
Nyirsid (románul Mirșid) falu Romániában, A Partiumban, Szilágy megyében.

## Fekvése
Zilahtól légvonalban 8 km-re északkeletre, Cigányi, Szilágypaptelek, Vártelek és Mojgrád közt fekvő település.

## Nevének eredete
Nyirsid neve a Nyír szóból ered. A település ősi neve valószínű Nyírség lehetett.

## Története
Nevét 1385-ben Nyrsyd néven említették először.
A község a Drágffyak és a Kusalyi Jakcs család tagjainak birtoka volt.
1423 és 1582 között Kusalyi Jakcs család birtoka volt.
A Közép-Szolnok vármegye legrégibb adólajstroma Nyrsewd-en maradt fenn, 1475ből, mely a Drágffyak és a Jakcsyak jobbágyainak adóit említi: a Drágffyak jobbágyai e szerint 4 frt 2 dr, a Jakcsiak jobbágyai pedig 2 frt 2 dr adót fizettek.
1545-ben Kusalyi Jakcs Mihály, 1510-ben Kusalyi Jakcs Boldizsár volt Nyirsid birtokosa.
1564 és 1570 között a település Hadad várához tartozott.
1690 előtt a Wesselényi családé volt, azonban 1690-ben Wesselényi Pál 2 évre zálogba adta nemzetes Szűcs Bálint és felesége Varga Erzsébet Zilahi lakosoknak.
Az 1797 évi összeíráskor főbb birtokosa Wesselényi Miklós volt.
1847-ben 243 lakosa volt, ebből 241 görögkatolikus, 2 református volt.
1890-ben 487 lakosából 105 volt magyar, 380 román, 2 egyéb. A népességből 387 fő görögkatolikus, 76 református, 16 izraelita, 7 római katolikus, 1 evangélikus volt. A házak száma ekkor 91 volt.
1910-ben 582 lakosából 415 fő román, 130 magyar, 36 cigány volt. A népességből 18 római katolikus, 456 görögkatolikus, 96 református volt.
A trianoni békeszerződés előtt Nyirsid Szilágy vármegye Zilahi járásához tartozott.
A 2002-es népszámláláskor 671 lakosa közül 509 fő (75,9%) román, 87 (13,0%) cigány, 73 (10,9%) magyar, 1 (0,1%) ukrán és 1 (0,1%) szerb volt.
Nyirsid határába esik – a Váradi regestrum által is említett – egykori várjobbágyok lakta község, Roba is.

## Nevezetességek
- Görögkatolikus fatemploma
- Nyirsid határában, a Pogujornak nevezett részen állt az egykori meszesi apátság. Romjai az 1900-as évek elején még láthatóak voltak.